# 후쿠이 유카리
후쿠이 유카리(일본어: 福井 裕佳梨, 1982년 10월 28일~)는 일본의 배우, 성우이다. 카나가와 현 출신. 버사타일 엔터테인먼트 소속. 애칭은 '유카링(ゆかりん)'.

## 약력
- 어릴적 마법의 천사 크리미 마미의 마미를 동경하여 아이돌이 되고 싶어 했다. 중학생 때 오디션에 합격하여 1997년 CF모델로 데뷔, 1998년 그와 그녀의 사정으로 성우로 데뷔한다. 이후 영화, 드라마, 뮤지컬 등에 다수 출연한다.
- 그라비아 아이돌, 배우, 성우 활동을 병행하며 각자의 영역에서 제각기 인기를 얻으며 인정받는 드문 존재.
- 2006년 10월에 발매된 '유카링 10주년 기념일'에서 '마지막 수영복'임을 선언하여 아이돌 활동을 축소할 것을 암시했다.
- 2007년 자신이 주역을 맡은 애니메이션 세인트 옥토버의 주제가를 부르며 가수로 데뷔했다.
- 자칭 교환일기 오타쿠. 초등학생 때부터 친구들과 교환일기를 했다고 한다. 가장 많을 때는 10명이 넘는 사람들과 일기를 교환했고, 지금도 교환일기를 하고 있다.
- '빅크리만 쵸코(일본어: ビックリマンチョコ)'를 무척 좋아하여 빅크리만 스티커를 수집하고 있다. 실제로 '탑을 노려라2!'의 노노가 빅크리만 쵸코를 좋아한다는 설정은 노노 역을 맡은 본인에게서 따온 것이다.

## 출연작

### TV 애니메이션
1998년
- 그와 그녀의 사정 (세나 리카)

2002년
- 쁘띠 프리 유시 (코코루)
- 7명의 나나 (나나링)

2004년
- 스쿨럼블 (사라 아디에마스)

2005년
- 충사 (후키 吹) - 1기 19화

2006년
- 갤럭시 앤젤룬(멜리사)

2007년
- 세인트 옥토버 (시라후지 나츠키)
- 천원돌파 그렌라간 (니아 테페린)
- 드라고노츠 (쿠라타 사키)

2008년
- 마카데미 왓쇼이! (파르체)

2010년
- 오오카미씨와 7명의 동료들 (시라유키 히메노)
- 학원묵시록 HIGHSCHOOL OF THE DEAD (마리카와 시즈카)

2011년
- 타마유라 ~ 히토토세 ~ (모모네코)

2012년
- 무장신희 (후키)

2013년
- 타마유라 ~ 모어그레시브 ~ (모모네코)

2014
- 건담 G의 레콘기스타 (라라이야 먼데이)

### 극장판 애니메이션
2012년
- 닷핵 세계의 저편으로 (목소리)

2019년
- 건담 G의 레콘기스타 1: 가라! 코어 파이터 (라라이야 먼데이)

### OVA
2004년
- 톱을 노려라! 2 (노노)

### 게임
2005년
- 소녀는 언니를 사랑하고 있다(PS2판)(타카네 미치코)

2008년
- 루미너스 아크2 윌(리나)
- 디시디아 파이널 판타지(PSP) (티나 브랜포드)

2009년
- 파이널 판타지 XIII (오르바 디아 바닐르)

### 실사
- 뮤지컬 마법사 사리(요술공주 세리) (사리)
- 뮤지컬 빨간머리 앤 (앤)
- 영화 전차남 (캔걸)